# Могіні

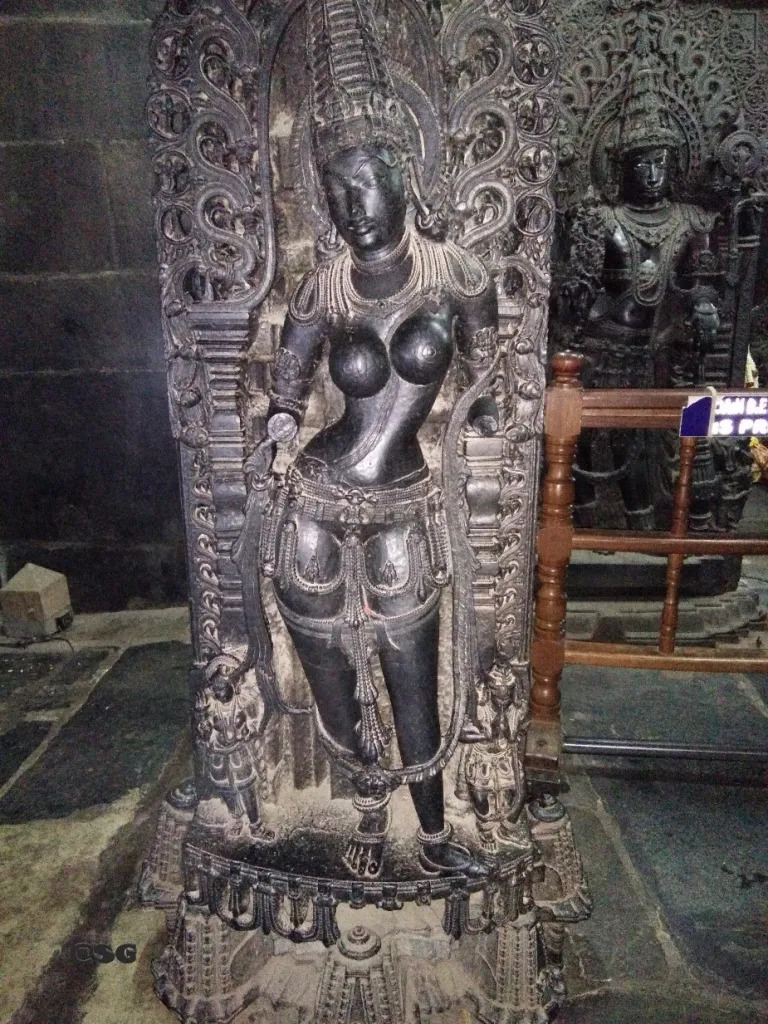
Ідол Мохіні, жіночий аватар бога Вішну

Могіні (санскр. मोहिनी, Mohinī IAST) — в індуїзмі прекрасна зваблива жінка, героїня міфів, легенд і переказів, якшині (клас якша).
Згідно з однією з версій, бог Вішну набув подоби Могіні, коли після збивання Молочного океану асури почали суперечку за напій безсмертя амріту. Відволікши їх, Могіні забрала амріту та віддала її девам. За іншою версією, викладеною в «Махабхараті», асури були так захоплені красою та шармом Могіні, що самі віддали їй амріту. В одному з шиваїтських міфів повідається про те, що Могіні звабила бога Шиву, вимусивши його визнати всемогутність Вішну.
У вішнуїзмі Могіні пошановується як одне з двадцяти п'яти втілень Вішну. У міфології Могіні є богинею та єдиною жінкою — аватарою Вішну. В історіях вона нерідко представляється як втілення ілюзії, чарівниця та доленосна жінка, яка своєю красою вводить в оману.
Образ Могіні популярний в індійській культурі, однак як релігійний культ він здобув поширення головно в Західній Індії. Могіні присвячені храми, її нерідко представляють як Махаласу, дружину Кхандоби, тобто одного з втілень Шиви. Змішання культів Могіні та Шиви пов'язане з тим, що перекази приписують їм спільного сина, Аяппу.